# درهام (أوريغون)
درهام (بالإنجليزية: Durham)‏ هي مدينة في ولاية أوريغون في الولايات المتحدة الأمريكية. يبلع عدد سكانها 1,395 نسمة حسب تعداد العام 2007

## التركيبة السكانية
حدّد مكتب تعداد الولايات المتحدة بيانات التركيبة السكانية لدرهام في تعداد الولايات المتحدة. في ما يلي، التركيبة السكانية حسب تعدادي 2000 و2010.

### تعداد عام 2000
بلغ عدد سكان درهام 1,382 نسمة بحسب تعداد عام 2000، وبلغ عدد الأسر 528 أسرة وعدد العائلات 392 عائلة مقيمة في المدينة. في حين سجلت الكثافة السكانية 1,303.8 نسمة لكل كيلومتر مربع (3,376.8/ميل2). وبلغ عدد الوحدات السكنية 552 وحدة بمتوسط كثافة قدره 520.8 لكل كيلومتر مربع (1,348.9/ميل2).
وتوزع التركيب العرقي للمدينة بنسبة 89.29% من البيض و0.80% من الأمريكيين الأفارقة و0.72% من الأمريكيين الأصليين و1.66% من الأمريكيين ذوي الأصول الآسيوية و0.36% من سكان جزر المحيط الهادئ و3.18% من الأعراق الأخرى و3.98% من عرقين مختلطين أو أكثر و7.81% من الهسبانيون أو اللاتينيون من أي عرق.
بلغ عدد الأسر 528 أسرة كانت نسبة 44.3% منها لديها أطفال تحت سن الثامنة عشر تعيش معهم، وبلغت نسبة الأزواج القاطنين مع بعضهم البعض 56.8% من أصل المجموع الكلي للأسر، ونسبة 14.4% من الأسر كان لديها معيلات من الإناث دون وجود شريك، بينما كانت نسبة 3% من الأسر لديها معيلون من الذكور دون وجود شريكة وكانت نسبة 25.8% من غير العائلات. تألفت نسبة 18.9% من أصل جميع الأسر من عدة أفراد يعيشون في نفس المنزل ونسبة 3.2% كانت تتألف من شخص يعيش بمفرده يبلغ من العمر 65 عاماً أو أكثر. وبلغ متوسط حجم الأسرة المعيشية 2.62، أما متوسط حجم العائلات فبلغ 3.01.
بلغ العمر الوسطي للسكان 34.4 عاماً. وكانت نسبة 30.9% من القاطنين تحت سن الثامنة عشر، وكانت نسبة 6.5% بين الثامنة عشر والرابعة والعشرين عاماً، ونسبة 29.6% كانت واقعةً في الفئة العمرية ما بين الخامسة والعشرين والرابعة والأربعين عاماً، ونسبة 27.1% كانت ما بين الخامسة والأربعين والرابعة والستين، ونسبة 5.9% كانت ضمن فئة الخامسة والستين عاماً فما فوق. يوجد لكل 100 أنثى 94.1 ذكر، ويوجد لكل 100 أنثى في الثامنة عشر من عمرها فما فوق 87.3 ذكر.
بلغ متوسط دخل الأسرة في المدينة 51,806 دولارًا، أما متوسط دخل العائلة فبلغ 64,531 دولارًا. وكان متوسط دخل الذكور 59,712 دولارًا مقابل 33,750 دولارًا للإناث. وسجل دخل الفرد الخاص بالمدينة 29,099 دولارًا. وكانت نسبة 10.2% من العائلات ونسبة 10.8% من السكان تحت خط الفقر، وكان من هؤلاء نسبة 14.7% تحت سن الثامنة عشر ونسبة 13.7% في الخامسة والستين من العمر وما فوق.

### تعداد عام 2010
بلغ عدد سكان درهام 1,351 نسمة بحسب تعداد عام 2010، وبلغ عدد الأسر 545 أسرة وعدد العائلات 371 عائلة مقيمة في المدينة. في حين سجلت الكثافة السكانية 1,274.5 نسمة لكل كيلومتر مربع (3,300.9/ميل2). وبلغ عدد الوحدات السكنية 561 وحدة بمتوسط كثافة قدره 529.2 لكل كيلومتر مربع (1,370.6/ميل2).
وتوزع التركيب العرقي للمدينة بنسبة 83.79% من البيض و1.70% من الأمريكيين الأفارقة و0.37% من الأمريكيين الأصليين و1.33% من الأمريكيين ذوي الأصول الآسيوية و1.41% من سكان جزر المحيط الهادئ و8.22% من الأعراق الأخرى و3.18% من عرقين مختلطين أو أكثر و13.77% من الهسبانيون أو اللاتينيون من أي عرق.
بلغ عدد الأسر 545 أسرة كانت نسبة 33.6% منها لديها أطفال تحت سن الثامنة عشر تعيش معهم، وبلغت نسبة الأزواج القاطنين مع بعضهم البعض 51.9% من أصل المجموع الكلي للأسر، ونسبة 12.3% من الأسر كان لديها معيلات من الإناث دون وجود شريك، بينما كانت نسبة 3.9% من الأسر لديها معيلون من الذكور دون وجود شريكة وكانت نسبة 31.9% من غير العائلات. تألفت نسبة 24.2% من أصل جميع الأسر من عدة أفراد يعيشون في نفس المنزل ونسبة 5.7% كانت تتألف من شخص يعيش بمفرده يبلغ من العمر 65 عاماً أو أكثر. وبلغ متوسط حجم الأسرة المعيشية 2.48، أما متوسط حجم العائلات فبلغ 2.95.
بلغ العمر الوسطي للسكان 38.1 عاماً. وكانت نسبة 24.1% من القاطنين تحت سن الثامنة عشر، وكانت نسبة 9.8% بين الثامنة عشر والرابعة والعشرين عاماً، ونسبة 23.8% كانت واقعةً في الفئة العمرية ما بين الخامسة والعشرين والرابعة والأربعين عاماً، ونسبة 32% كانت ما بين الخامسة والأربعين والرابعة والستين، ونسبة 10.3% كانت ضمن فئة الخامسة والستين عاماً فما فوق. وتوزع التركيب الجنسي للسكان بنسبة 48.3% ذكور و51.7% إناث.